# Negoiești (okręg Bacău)
Negoiești – wieś w Rumunii, w okręgu Bacău, w gminie Ștefan cel Mare. W 2011 roku liczyła 830 mieszkańców.